# Quercus stellata
Quercus stellata är en bokväxtart som beskrevs av Friedrich von Wangenheim. Quercus stellata ingår i släktet ekar, och familjen bokväxter. Inga underarter finns listade i Catalogue of Life.

## Bildgalleri

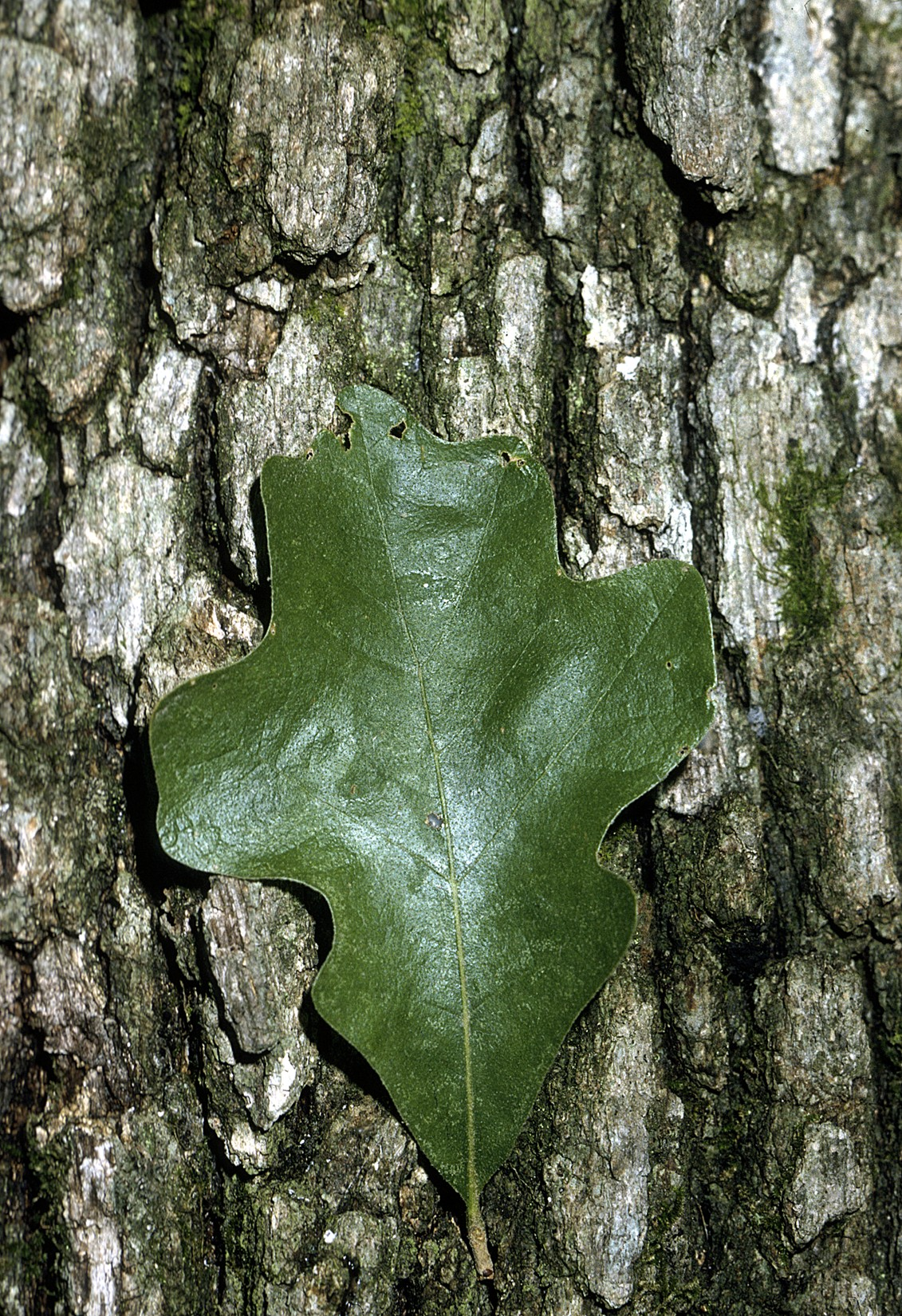
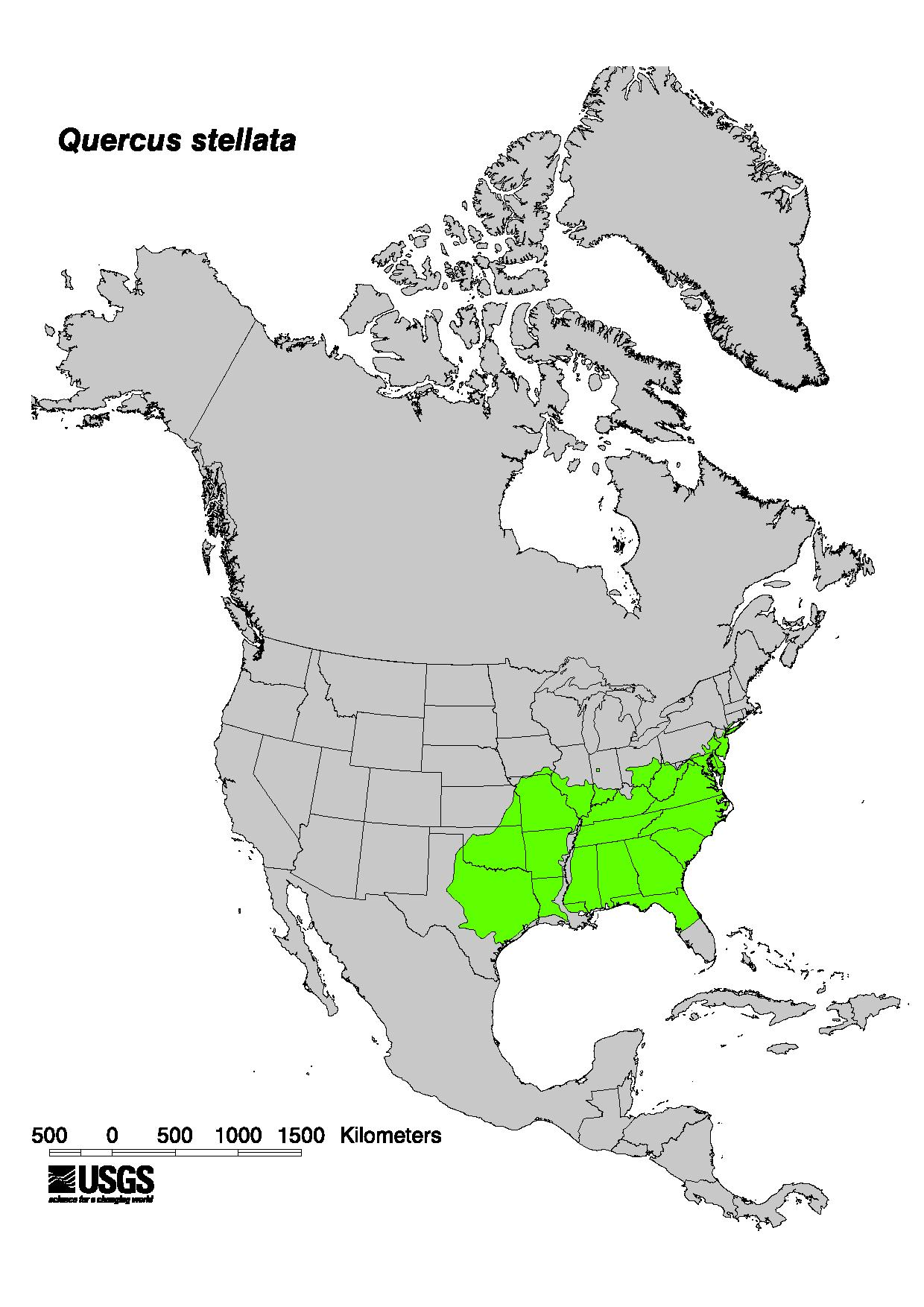
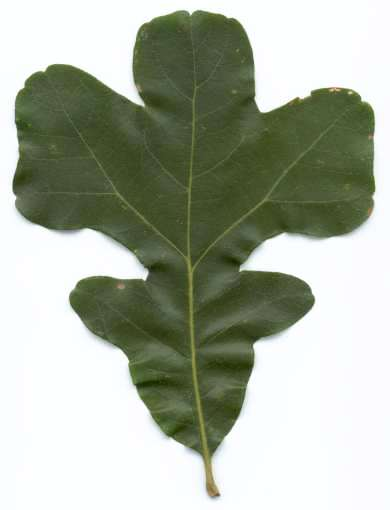
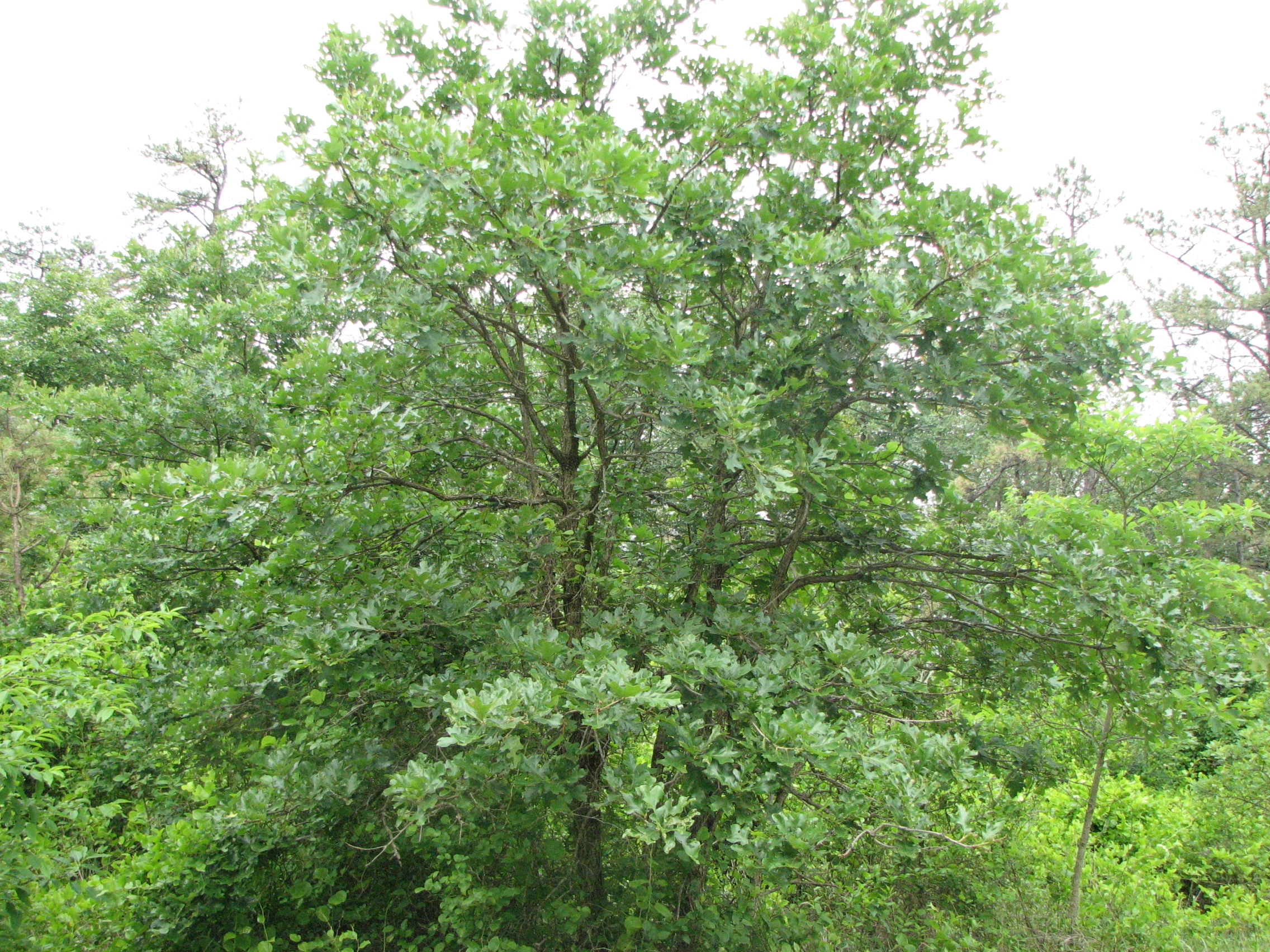